# Moerasleeuwerik
De moerasleeuwerik (Melanocorypha maxima) is een vogel uit de familie van de leeuweriken (Alaudidae).

## Kenmerken
De vogel is 21 tot 22 cm lang en weegt 75 gram. Het is de grootste leeuwerik uit Eurazië. In vergelijking met de kalanderleeuwerik is de snavel minder fors en langer. De vleugels zijn relatief lang en de staart is kort. Er zit minder tekening op de kop dan bij de andere Melanocorypha-soorten. De donkere stippen op de zijkanten van de borst zijn minder groot en compact als bij de kalanderleeuwerik. De ondervleugel is bleek van kleur. Verder vormen de vrij donkere, zwaar gestreepte bovendelen van de vogel een kenmerkend verschil met de kalanderleeuwerik.

## Verspreiding en leefgebied
Deze soort komt voor in het Tibetaans Hoogland van noordwestelijk India tot centraal China. Het leefgebied bestaat uit vrij vochtige graslanden in de buurt van meren en rivieren. Het is een vogel van hoogvlaktes die wordt aangetroffen op minstens 3200 m boven zeeniveau, in Noordwest-India tussen 4300 en 4600 m.

## Status
De grootte van de populatie is niet gekwantificeerd. De vogel is algemeen in geschikt biotoop en men veronderstelt dat de soort in aantal stabiel is. Om deze redenen staat de moerasleeuwerik als niet bedreigd op de Rode Lijst van de IUCN.